# Festival de la una
Festival de la Una fue un programa de televisión en Chile que fue transmitido por Televisión Nacional de Chile entre los años 1979 y 1988 en horario de almuerzo. Fue conducido por Enrique Maluenda, animador chileno de vasta trayectoria en la televisión peruana, chilena  y portorriqueña, y tuvo gran popularidad por sus invitados famosos y numerosas secciones.

## Historia
El programa fue estrenado el lunes 23 de abril de 1979. El programa estaba dirigido especialmente a las clases populares, a las dueñas de casa y a la tercera edad; no en vano Maluenda era llamado «El Rey de las Abuelitas».
Sus grabaciones se realizaban en los estudios de Chilefilms durante un solo día lunes, a pesar de que sus emisiones daban la impresión de que el programa era transmitido en vivo. El programa se tomaba un receso durante febrero, mes en el cual buena parte del equipo se tomaba vacaciones. En algunos años, como 1984 y 1985, la pausa también incluía el mes de enero. En ese horario se emitían las repeticiones de La gran noche (1981), con Antonio Vodanovic, en el verano de 1984, y Vamos a ver, de Raúl Matas, en el verano de 1985. Para febrero de 1986 se colocó la repetición del Jappening con ja.[cita requerida]
Entre las secciones del programa estaban Afírmese usted, compadre, Yo soy..., Su sueño por un día, Ahora o nunca (con el cantante Zalo Reyes), El Rincón del Tango, Festiniños '87 (presentada por "Pequitas", el personaje de la actriz Marilú Cuevas, 1987) y Ay! que me gustaría (presentada por el locutor Ricardo Calderón, 1987), siendo algunas secciones más tarde adaptadas para otros programas como ¿Cuánto vale el show? y Sábados Gigantes. Una de las características importantes del programa eran sus segmentos humorísticos liderados por Mino Valdés y su "alegre compañía", que incluía a su esposa Mónica Val, Chicho Azúa y Ernesto Ruiz "El Tufo".
Uno de los momentos más recordados del Festival de la una fue el acto protagonizado el 2 de julio de 1985 por Gerardo Parra, conocido como el "Mago Oli", quien no pudo escapar de un tarro de aluminio lleno de agua donde fue sumergido esposado de manos y pies, teniendo que ser rescatado por personal de tramoya mediante hachazos a los candados.
En 1984, el programa comenzó a enfrentar una fuerte competencia con la aparición de Éxito de Canal 13, presentado por José Alfredo "Pollo" Fuentes, que era emitido a la misma hora, y cuya audiencia era más juvenil y de clases acomodadas. Fuentes era un invitado recurrente del Festival de la una.
Para 1987, Éxito comenzó a ganar en sintonía al programa, lo que provocó que fuera cancelado a comienzos de 1988, siendo reemplazado por Mediodía en Chile, conducido por Jorge Rencoret, que duró menos de una temporada.

## Auspiciadores
Entre los auspiciadores que tenía el Festival de la una se cuentan, entre otros, la extinta Salsa de Tomates Salsital de El Vergel, la también extinta Sabrosalsa Deyco -cuyo eslogan era «Si hasta solita es rica», la cual era probada con la cuchara por Maluenda, directamente del tarro sujetado por una modelo-, Guitarras Tizona -que eran comúnmente entregadas como premio a los participantes-, Ponchos Poncho Lindo, Órganos Bontempi, Betún y Ceras Virginia, Ollas Marmicoc, Calefonts Splendid, Jardineras Rocatec, Chancaca Deliciosa (Maluenda solía regalar a su público paquetes de este producto), Fideos Carozzi y Coma Pollo.

## Legado
Durante la década de los 2000 y parte de la de 2010, Maluenda realizaba periódicamente un espectáculo donde recordaba al programa, invitando a artistas que habían participado en el espacio.
El programa fue recreado en la película de 2008 Tony Manero, donde su protagonista, Alfredo Castro, participa en el Festival de la una como doble del personaje de Saturday Night Fever que da título al filme.
Desde el día 26 de julio del año 2023, el programa está siendo retransmitido a las 13:00 de lunes a viernes por la señal de Televisión Nacional de Chile TVN3 que transmite programación del archivo de TVN.